# Alice Coachman

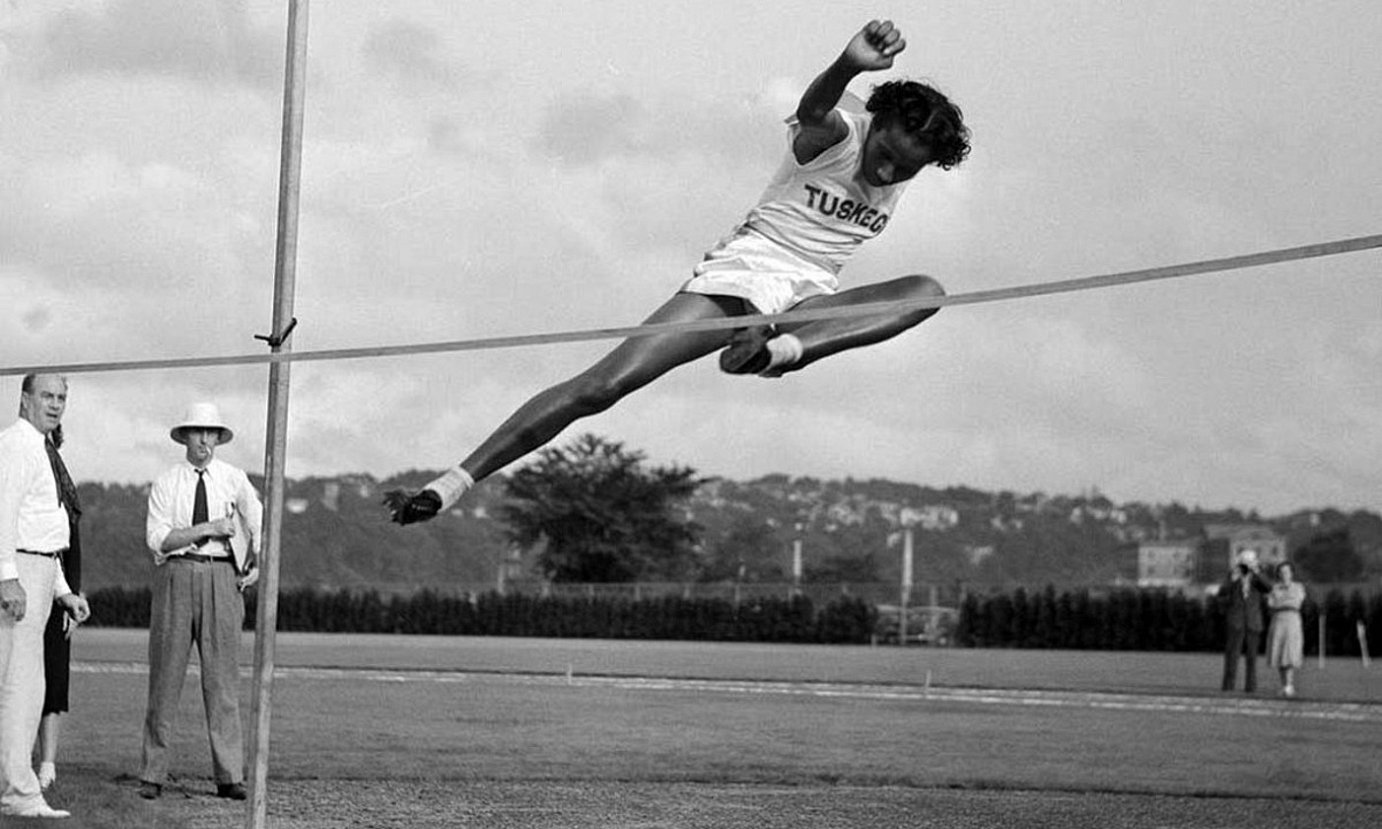
Alice Coachman, 1948

Alice Marie Coachman (nach Heirat Davis; * 9. November 1923 in Albany, Georgia; † 14. Juli 2014 ebenda) war eine US-amerikanische Leichtathletin.

## Leben
Obwohl Alice Coachman wegen der Rassentrennung in Georgia nicht die besten Trainingsmöglichkeiten hatte, gewann sie bereits 1939 den Hochsprung bei den Meisterschaften der AAU (Amateur Athletic Union) und blieb bis 1948 bei den AAU-Meisterschaften in dieser Disziplin ungeschlagen. Sie trat auch im Sprint und in der Staffel an und gewann insgesamt 25 AAU-Titel.
Nachdem die Olympischen Spiele 1940 und 1944 aufgrund des Zweiten Weltkriegs ausgefallen waren, konnte Alice Coachman bei den Olympischen Spielen 1948 erstmals antreten. Sie gewann den Hochsprung mit 1,68 Meter vor der höhengleichen Britin Dorothy Tyler.
Alice Coachman war damit nicht nur die einzige US-Amerikanerin, die 1948 eine Goldmedaille in der Leichtathletik gewann, sondern auch die erste schwarze US-Amerikanerin überhaupt, die olympisches Gold gewann.
Nach den Olympischen Spielen 1948 beendete Alice Coachman ihre Karriere, heiratete und arbeitete als Lehrerin in Atlanta. 1952 war Alice Coachman die erste schwarze US-Amerikanerin, die auf Plakaten ein Markenprodukt (Coca-Cola) bewarb. Sie starb am 14. Juli 2014 im Alter von 90 Jahren in ihrer Geburtsstadt Albany, Georgia.